# Hisato Satō
Hisato Satō (jap. 佐藤 寿人, Satō Hisato; * 12. März 1982 in Kasukabe, Präfektur Saitama) ist ein japanischer Fußballspieler.

## Karriere

### Verein
Hisato Satō erlernte das Fußballspielen in der Jugendmannschaft von JEF United. Hier unterschrieb er 2000 auch seinen ersten Profivertrag. Der Verein aus Ichihara spielte in der höchsten Liga des Landes, der J1 League. 2002 wechselte er zum Zweitligisten Cerezo Osaka nach Osaka. Am Ende der Saison wurde er mit dem Club Vizemeister und stieg in die erste Liga auf. Nach dem Aufstieg verließ er den Club und schloss sich dem Erstligisten Vegalta Sendai an. Ende 2003 musste er mit dem Club aus Sendai den Weg in die Zweitklassigkeit antreten. 2005 nahm ihn der Erstligist Sanfrecce Hiroshima aus Hiroshima unter Vertrag. 2007 stieg er mit dem Club in die zweite Liga ab. Ein Jahr später wurde er mit Hiroshima Meister der J2 League und stieg direkt wieder in die erste Liga auf. Mit Hiroshima feierte er 2012, 2013 und 2015 die japanische Fußballmeisterschaft. 2007 und 2013 stand er mit dem Club im Finale des Emperor’s Cup. Im Finales des J. League Cup stand er 2010 und 2014. Nach 358 Ligaspielen verließ er Ende 2016 den Club. Der Zweitligist Nagoya Grampus aus Nagoya nahm ihn Anfang 2017 unter Vertrag. Ende 2017 wurde er  mit Nagoya Tabellendritter der zweiten Liga und stieg in die erste Liga auf. Hier spielte er noch ein Jahr. 2019 wechselte er wieder in die zweite Liga. Hier schloss er sich seinem Jugendverein JEF United Chiba an.

### Nationalmannschaft
Im Jahr 2006 debütierte Hisato Satō für die japanische Fußballnationalmannschaft. Er hat insgesamt 31 Länderspiele für Japan absolviert und dabei vier Tore erzielt.

## Erfolge
Cerezo Osaka
- J2 League

Vizemeister: 2002  ▲
Sanfrecce Hiroshima
- J2 League

Meister: 2008  ▲
- J1 League

Meister: 2012, 2013, 2015
- Emperor’s Cup

Finalist: 2007, 2013
- J. League Cup

Finalist: 2010, 2014
- Japanischer Fußball-Supercup: 2008, 2016

## Auszeichnungen
- J. League Fairplay-Preis: 2007, 2012, 2013
- J. League Division 2: Torschützenkönig 2008
- J. League Fußballer des Jahres: 2012
- J. League Division 1: Torschützenkönig 2012